# Rab'inal Achí
Rab'inal Achí, auch Rabinal Achí, deutsch Der Achí-Krieger oder Xajoj Tun, deutsch Trommeltanz, ist ein Tanzdrama, dessen Handlung im Hochland Guatemalas des 15. Jahrhunderts angesiedelt ist, das in der Kolonialzeit in der Sprache der Achí-Maya aufgeschrieben und 2005 in die Liste des immateriellen Kulturerbes der Menschheit der UNESCO aufgenommen wurde.
Das Rab'inal Achí gehört neben dem Popol Vuh und dem Landtitel von Totonicapán (beide K'iche) sowie den Annalen der Cakchiquel (Cakchiquel) zu den wenigen und damit für die Forschung besonders wertvollen in einer Maya-Sprache jedoch mit lateinischer Schrift verfassten Werken überhaupt. Es unterscheidet sich jedoch von den genannten dahingehend, dass es zwar die Historie aufgreift, jedoch nicht chronologisch abbildet, sondern ein Fragment daraus in Form eines Theaterstückes darstellt. Von daher gibt es auch Parallelen zu dem Baile de la Conquista, wo die Geschichte von Tecun Uman aufgegriffen wird.
Inwieweit das Drama konkrete historische Bezüge aufnimmt, ist Gegenstand eines anhaltenden ethnologischen Diskurses. Das Manuskript wurde von Charles Étienne Brasseur de Bourbourg übersetzt und als Grammaire Quichée et le drame de abinal Achí 1862: in Paris veröffentlicht. Das Drama wird in Rabinal jährlich am Paulustag aufgeführt.
Die in vier Akte gegliederte Handlung ist angesiedelt im 15. Jahrhundert, als die K'iche das Hochland militärisch und politisch dominierten, deren Machtzenit jedoch bereits überschritten war. Während dieser Zeit konnten sich die Achí-Maya eine gewisse Unabhängigkeit sichern. Jedenfalls drang ein Krieger aus dem Fürstenhaus der K'iche Kaweq' in das Territorium der Achí ein, wurde gefangen genommen, in Cahyub, nahe dem heutigen namenstiftenden Rabinal, dem Zentrum der Achí-Maya, von einem Krieger des dortigen Fürstenhauses angeklagt, verurteilt und schließlich geopfert. Neben den beiden Kriegern treten der Fürst von Cahyub, Job'Toj, dessen Diener, Achij Mun und Ixoq Mun, die grün-gefiederte Mutter sowie dreizehn Adler und dreizehn Jaguare, die die Krieger von Cahyub repräsentieren, auf.
Der Krieger der Achí klagt den Krieger der K'iche an, sein Volk, Brüder der K'iche, zu Vasallen und Tributzahlern gemacht zu haben:
Tapferer Krieger der K'iche Kaweq':
Nur Sie sind es dann, dem ich folge, nur Sie sind mein Bruder.
Tatsächlich verlor ich also meine Seele, als ich Sie betrachtete
in der großen Festung.
Nun aber sind Sie derjenige,
der wie ein Kojote, eine Wildkatze, ein Goldhase und ein Jaguar heult
in der großen Festung.
Sie sind derjenige, der die weißen Kinder erschreckte.
Derjenige, der uns vertrieben hat aus der großen Festung.
Damit sie gelben und grünen Honig sammeln,
Die Nahrung für mein Volk und meinen verehrten Herrn Job'Toj.